# Verrières (Marne)
Verrières ist eine französische Gemeinde mit 406 Einwohnern (Stand: 1. Januar 2022) im Département Marne in der Region Grand Est. Sie gehört zum Arrondissement Châlons-en-Champagne und zum Kanton Argonne Suippe et Vesle. Die Einwohner werden Padadas genannt.

## Lage
Verrières liegt etwa 47 Kilometer ostnordöstlich von Châlons-en-Champagne am Fluss Aisne.
Nachbargemeinden sind Sainte-Menehould im Norden und Osten, Châtrices im Süden, Élise-Daucourt im Südwesten sowie Argers im Westen.

## Geschichte
In einem Privatwald, 5 Kilometer südlich von Sainte-Ménehould, wurden in der Nähe des Autier-Hauses 22 historische Brunnen gefunden, von denen einige archäologisch untersucht wurden. Die Brunnen stammen aus der gallo-römischen Zeit und können mit der Tätigkeit von Glashütten in Verbindung gebracht werden. Sie wurden wohl jeweils durch ein kleines Gebäude geschützt, das mit Dachziegeln gedeckt war.

## Waldbahn
Während des Ersten Weltkriegs wurde eine mit einer von Decauville importierten Borsig-Dampflok betriebene Waldbahn der Forestière de la Haie Guérin zum Holzeinschlag genutzt.

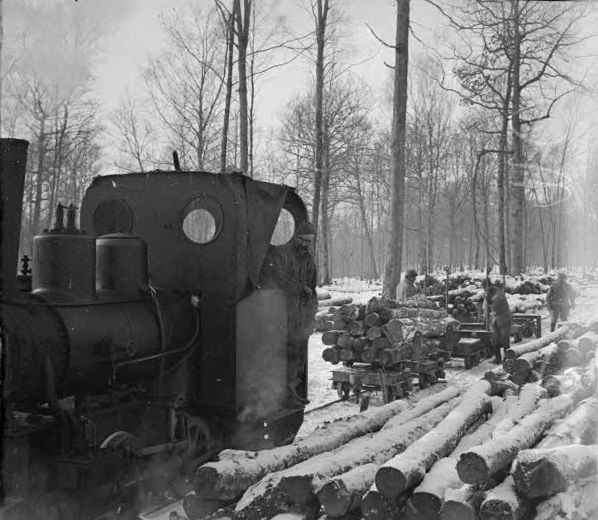
Waldbahn-Lokomotive
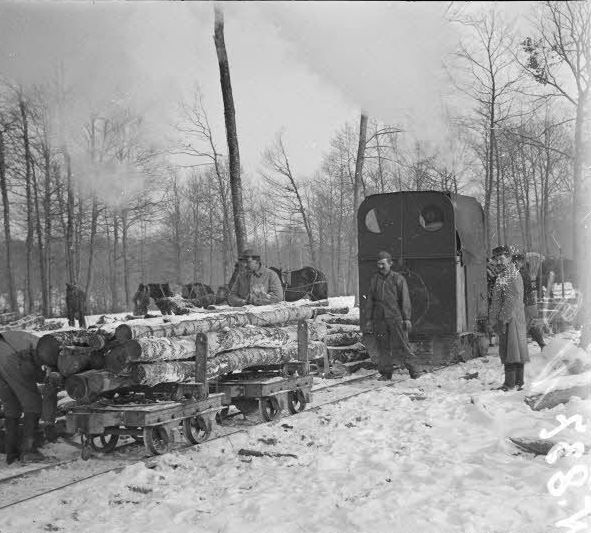
Beladung der Loren
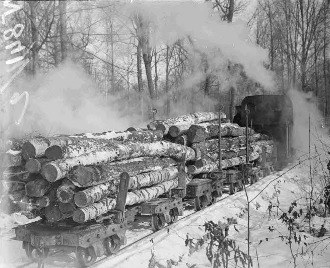
Brennholztransport

## Bevölkerungsentwicklung
| Jahr                       | 1962 | 1968 | 1975 | 1982 | 1990 | 1999 | 2006 | 2011 | 2018 |
| Einwohner                  | 364  | 341  | 392  | 368  | 396  | 401  | 407  | 414  | 393  |
| Quellen: Cassini und INSEE |      |      |      |      |      |      |      |      |      |

## Sehenswürdigkeiten

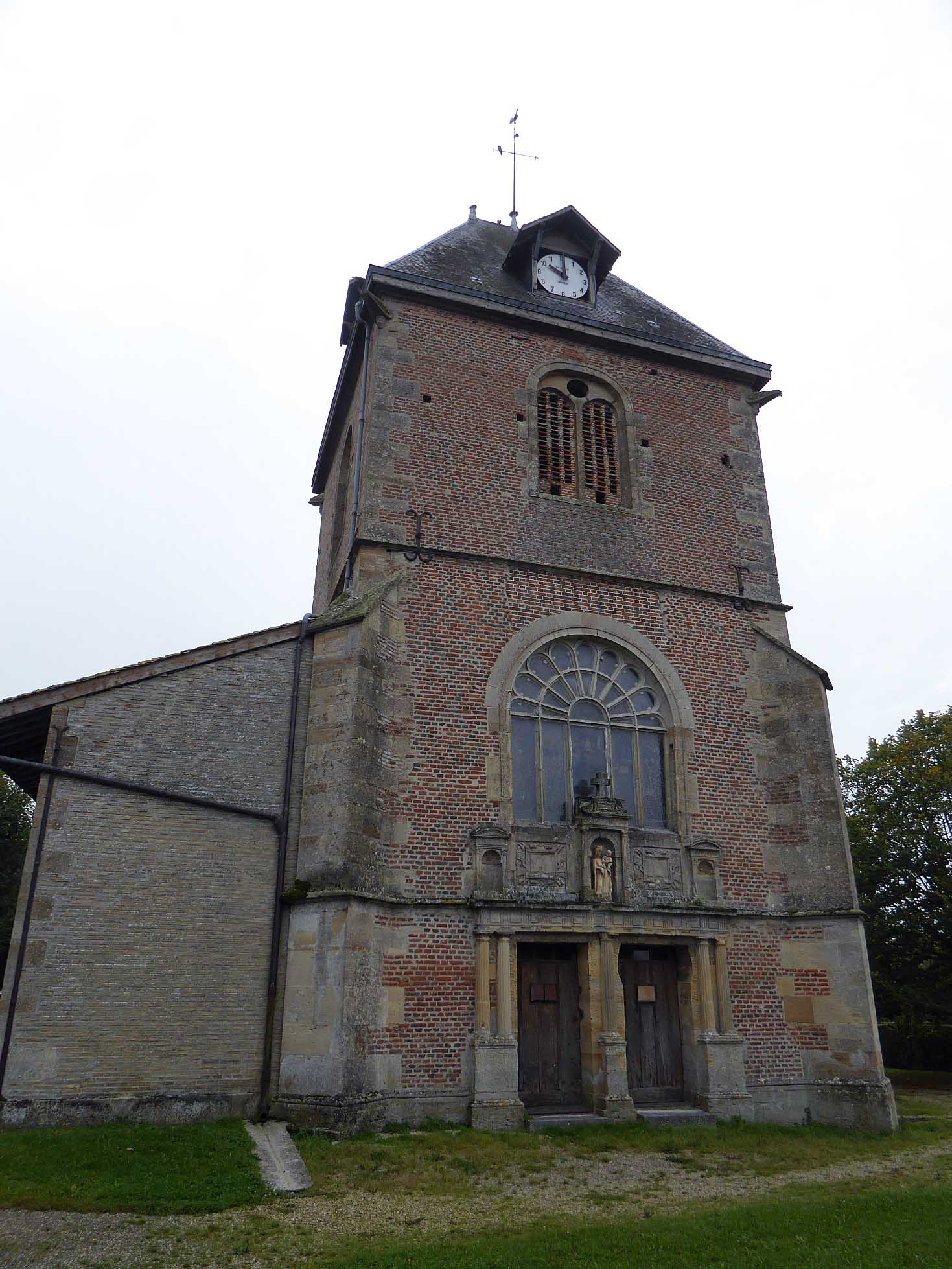
Kirche Saint-Didier

- Kirche Saint-Didier